# Johann Georg Rosenmüller
Johann Georg Rosenmüller, född den 18 december 1736 i Ummerstadt vid Hildburghausen, död den 14 mars 1815 i Leipzig, var en tysk teolog och författare, far till Ernst Friedrich Karl Rosenmüller.
Rosenmüller blev 1775 professor i Erlangen, där han utövade en mångsidig och gagnande verksamhet, och 1783 förste teologie professor i Giessen.
Redan två år därefter mottog han en kallelse till Leipzigs universitet, där han verkade i 30 år som teologie professor samt pastor vid Tomaskyrkan och superintendent.
Bland hans skrifter kan nämnas Scholia in Novum testamentum (6 band, 1777-82; 6:e upplagan 1815-31) och Historia interpretationis librorum sacrorum in ecclesia christiana (5 bd, 1795-1814).